# Erich von Stroheim
Erich von Stroheim, eig. Erich Oswald Stroheim, (Wenen, 22 september 1885 - Maurepas, 12 mei 1957) was een Amerikaans filmregisseur, acteur en scenarioschrijver van Oostenrijkse afkomst. In Hollywood had hij de bijnaam "The Man You Love to Hate" vanwege de vele slechteriken die hij in films speelde.

## Levensloop
Von Stroheim beweerde dat zijn echte naam graaf Erich Hans Carl Maria Stroheim von Nordenwall was, een afstammeling van een Oostenrijks adellijk geslacht, en dat hij officier in de cavalerie was voordat hij naar de Verenigde Staten kwam. Dit verhaal is echter verzonnen. In werkelijkheid was zijn vader een Joodse hoedenmaker uit de Weense middenklasse, oorspronkelijk afkomstig uit het Pruisische Gleiwitz (tegenwoordig Gliwice, Polen). Ook was von Stroheim geen hoge legerofficier, maar hij heeft wel kort gediend in het Oostenrijks-Hongaarse leger. Zijn eerste baantje was toezichthouder in zijn vaders kleine strohoedenfabriek.

### Filmcarrière
Ergens tussen 1906 en 1909 vertrok von Stroheim naar de Verenigde Staten. In 1914 werkte von Stroheim al in Hollywood. Zijn eerste baantjes waren kleine onvermelde figurantenrollen. Later werd hij een vast lid in het team van D.W. Griffith. Hij speelde regelmatig in zijn films (onder andere Intolerance), en werd later militair adviseur en regieassistent. In 1917 en 1918, toen de Verenigde Staten deelnamen aan de Eerste Wereldoorlog, speelde hij in meerdere films de rol van de wrede, monocledragende Pruisische officier.
Na afloop van de Eerste Wereldoorlog was er minder vraag naar dergelijke rollen, en richtte von Stroheim zich op het schrijven van scripts en regisseren van films. Zijn regiedebuut was Blind Husbands uit 1919 voor Carl Laemmles Universal. Voor deze film schreef hij tevens het script, ontwierp hij het decor, deed hij de montage en speelde hij een hoofdrol. Het was een groot commercieel en kritisch succes. Samen met zijn twee volgende films, The Devil's Pass Key en Foolish Wives, vormde Blind Husbands een drieluik van zogeheten "seksdrama's", films over driehoeksverhoudingen en overspel. Alle drie de films gingen over een Amerikaanse echtgenote die naar Europa vertrok en daar, dankzij de aandacht van een Europese gentleman, bewust werd van haar eigen seksualiteit. De rol van gentleman werd in Blind Husbands en Foolish Wives door von Stroheim zelf gespeeld.
Von Stroheim raakte bekend als een veeleisend regisseur, geobsedeerd door details en niet bang om geld uit te geven. Vaak nam hij meerdere functies op zich, waaronder naast regisseur en scenarioschrijver ook acteur, filmmonteur en set- en kostuumontwerper. Zijn reputatie werd gevestigd met Foolish Wives, een film die bijna een miljoen dollar kostte (wat in 1922 een behoorlijk bedrag was voor een film) omdat von Stroheim een levensgrote replica van Monte Carlo liet bouwen en veelvuldig op locatie filmde. De film werd uiteindelijk Universals grootste hit tot dan toe, maar wist door de hoge kosten weinig winst te maken.
De films van von Stroheim stonden tevens bekend om het trage tempo waarin het verhaal werd verteld. Hierdoor liet Universal, onder productiehoofd Irving Thalberg, de montage vaak over aan andere personen. Foolish Wives was een derde korter dan von Stroheim eigenlijk voor ogen had. Hij werd halverwege de productie van zijn vierde film, Merry-Go-Round, door Thalberg ontslagen en vervangen door Rupert Julian. Von Stroheim vertrok toen naar Goldwyn.
Zijn bekendste film is waarschijnlijk Greed, zijn vijfde film uit 1924, een bewerking van de roman McTeague van Frank Norris. Deze film wordt tegenwoordig beschouwd als von Stroheims grote meesterwerk. De door von Stroheim gemonteerde versie van de film volgde de roman zeer nauwkeurig. Dit leidde tot een versie van 42 spoelen, met een duur van meer dan acht uur. Von Stroheim kreeg echter weer te maken met Thalberg, die door de fusie van Goldwyn met Metro (waar Thalberg destijds werkzaam was) zijn baas werd. Thalberg eiste dat hij de film zou inkorten. De nieuwe versie omvatte 24 spoelen, nog altijd te lang om in de bioscoop uit te brengen. Rex Ingram kortte de film in tot een versie van 18 spoelen. Uiteindelijk werd een versie van tien spoelen en een duur van iets meer dan twee uur in de bioscoop uitgebracht, tot groot ongenoegen van von Stroheim. Deze versie werd gemengd ontvangen door critici en was geen succes in de bioscopen. De weinigen die de oorspronkelijke, complete versie hadden gezien, zeiden dat het een van de grootste meesterwerken uit de filmgeschiedenis was. Deze versie is echter zoekgeraakt en waarschijnlijk vernietigd.
Voor MGM maakte hij nog The Merry Widow, een bewerking van de operette van Franz Lehár, maar zijn volgende film, The Wedding March, maakte von Stroheim voor Paramount. Von Stroheim had ook deze films gezien als onderdeel van een drieluik, met Merry-Go-Round als eerste deel, over decadentie in het Habsburgse rijk. The Wedding March was echter ook veel te lang om uit te brengen in de bioscopen, en werd in twee delen uitgebracht, waarbij het tweede deel werd getoond als een losstaande film, The Honeymoon.
Zijn laatste film was Queen Kelly uit 1928. Door wrijvingen met hoofdrolspeelster en producente Gloria Swanson werd hij halverwege de filmproductie ontslagen. Al von Stroheims films waren stomme films. Hij mocht wel in 1932 de geluidsfilm Walking Down Broadway regisseren, maar de filmstudio (ditmaal Fox) liet de film opnieuw schieten en monteren door Alfred L. Werker. De uiteindelijke versie werd in 1933 uitgebracht onder de titel Hello, Sister.
Na het einde van zijn carrière als regisseur ging hij zich richten op het acteren, zowel in de Verenigde Staten als Europa. Belangrijke rollen zijn onder andere de Duitse commandant van een krijgsgevangenenkamp in La Grande Illusion (1937) van Jean Renoir en de butler van Gloria Swanson in Sunset Blvd. (1950) van Billy Wilder. Voor de laatste rol werd hij genomineerd voor de Academy Award voor Beste Mannelijke Bijrol.
In de jaren dertig vertrok hij naar Frankrijk, waar hij enkele boeken schreef en in verscheidene filmproducties speelde.

### Privéleven
Von Stroheim was viermaal getrouwd:
- Margaret Knox (1913-1915)
- Mae Jones (1916-1919) - één zoon, Erich von Stroheim Jr.
- Valerie Germonprez (1920-1936) - één zoon, Josef von Stroheim
- Denise Vernac (1957)

Zijn laatste vrouw, actrice Denise Vernac, ontmoette hij tijdens zijn werk in Frankrijk. Zij was eerst zijn secretaresse, later zijn levenspartner. Ze trouwden vlak voor zijn dood in 1957.
Erich von Stroheim stierf in 1957 op 71-jarige leeftijd aan kanker.

## Filmografie

### Als regisseur
- 1919 - Blind Husbands
- 1920 - The Devil's Pass Key
- 1922 - Foolish Wives
- 1923 - Merry-Go-Round
- 1924 - Greed
- 1925 - The Merry Widow
- 1928 - The Wedding March
- 1929 - The Honeymoon
- 1929 - Queen Kelly
- 1929 - The Great Gabbo
- 1933 - Hello, Sister!

### Als acteur (selectie)
- 1918 - Hearts of the World (D. W. Griffith)
- 1919 - Blind Husbands (Erich von Stroheim)
- 1922 - Foolish Wives (Erich von Stroheim)
- 1928 - The Wedding March (Erich von Stroheim)
- 1930 - Three Faces East (Roy Del Ruth)
- 1932 - The Lost Squadron (George Archainbaud)
- 1932 - As You Desired Me (George Fitzmaurice)
- 1937 - L'Alibi (Pierre Chenal)
- 1937 - La Grande Illusion  (Jean Renoir)
- 1938 - Les Disparus de Saint-Agil (Christian-Jaque)
- 1938 - Menaces  (Edmond T. Gréville)
- 1940 - I Was an Adventuress (Gregory Ratoff)
- 1941 - So Ends Our Night  (John Cromwell)
- 1943 - Five Graves to Cairo (Billy Wilder)
- 1943 - The North Star (Lewis Milestone)
- 1945 - The Great Flamarion (Anthony Mann)
- 1950 - Sunset Boulevard (Billy Wilder)